# 世界盃稀客
《世界盃稀客》（The New Challengers），是香港電視娛樂因應2018年FIFA世界盃而製作的體育節目，由陳安立及潘杰寧主持，首兩集於2018年6月2日至9日逢星期六22:30-23:00在ViuTV播出，之後於6月24日星期日22:15-22:45播出一集，其後集數改為於7月1日起逢星期日22:30-23:00播出。節目主持會到訪2018年世界盃兩個首次入圍決賽週的國家：冰島、巴拿馬及繼1982年之後再次入圍決賽週的國家：秘魯，了解當地的足球文化。

## 每集一覽
| 集數 | 播映日期 | 主題   |
| 1    | 6月2日   | 冰島   |
| 2    | 6月9日   | 冰島   |
| 3    | 6月24日  | 冰島   |
| 4    | 7月1日   | 巴拿馬 |
| 5    | 7月8日   | 巴拿馬 |
| 6    | 7月22日  | 巴拿馬 |
| 7    | 7月29日  | 秘魯   |
| 8    | 8月5日   | 秘魯   |
| 9    | 8月12日  | 秘魯   |
| 10   | 8月19日  | 秘魯   |

## 外部連結
- ViuTV：世界盃稀客 （页面存档备份，存于）